# South Amboy
South Amboy és una població dels Estats Units a l'estat de Nova Jersey. Segons el cens del 2006 tenia 7.865 habitants.

## Demografia
Segons el cens del 2000, South Amboy tenia 7.913 habitants, 2.967 habitatges, i 2.041 famílies. La densitat de població era de 1.971,1 habitants/km².
Dels 2.967 habitatges en un 32,2% hi vivien nens de menys de 18 anys, en un 48,8% hi vivien parelles casades, en un 14,5% dones solteres, i en un 31,2% no eren unitats familiars. En el 25,9% dels habitatges hi vivien persones soles el 12,3% de les quals corresponia a persones de 65 anys o més que vivien soles. El nombre mitjà de persones vivint en cada habitatge era de 2,65 i el nombre mitjà de persones que vivien en cada família era de 3,22.
Per edats la població es repartia de la següent manera: un 24,3% tenia menys de 18 anys, un 7,7% entre 18 i 24, un 32,9% entre 25 i 44, un 21,5% de 45 a 60 i un 13,6% 65 anys o més.
L'edat mediana era de 37 anys. Per cada 100 dones de 18 o més anys hi havia 92 homes.
La renda mediana per habitatge era de 50.529 $ i la renda mediana per família de 62.029 $. Els homes tenien una renda mediana de 42.365 $ mentre que les dones 29.737 $. La renda per capita de la població era de 23.598 $. Aproximadament el 6,7% de les famílies i el 7,4% de la població estaven per davall del llindar de pobresa.

## Poblacions més properes
El següent diagrama mostra les poblacions més properes.